# 広安孝夫
広安 孝夫（ひろやす たかお、1910年4月17日 - 1959年4月18日）は、日本の官僚、聖職者、教育者、翻訳家。文部省文部事務官、文部省宗教課文部属、日本聖公会の伝道師。

## 人物・経歴
1910年（明治43年）4月17日、広島県沼隈郡郷村（現・福山市）にて、広安助一郎の三男として生まれる。
1923年（大正12年）、広島県立福山中学校（現・広島県立福山誠之館高等学校）へ入学。結核のため2年間の休学を経て、1930年に同校を卒業。青年期に兄・広安謙一の影響を受けてキリスト教を知るが、兄は、札幌農学校のクラーク博士の遺風を慕って、北海道帝国大学医学部に学び、後に旭川で開業医となっている。
1932年（昭和7年）3月25日に、地元の福山基督教会の司祭・横田金熊のもとで洗礼を受ける。同年9月25日には、同じく福山基督教会にて、日本聖公会神戸地方部主教のバジル・シンプソンにより、堅信式で信徒按手を受ける。兄謙一と共に、クリスチャンになったことから、実家との関係は良くはなかったといわれる。
1934年（昭和9年）4月、立教大学の予科に入学。その後、1937年（昭和12年）4月から立教大学文学部宗教学科で学ぶ。当時の制度として聖公会神学院と二重学籍であった。英国聖公会宣教協会（CMS）の支援を受けて勉学に励み、神学者の菅円吉（立教大学教授）から指導を受け、菅を通じてカール・バルトの弁証法神学を学んだ。1940年（昭和15年）3月に立教大学を卒業する。
翌月の1940年（昭和15年）年4月に、日本聖公会神戸地方部（1941年4月から神戸教区）の米子基督教会に伝道師として着任。
戦時下にあった1942年（昭和17年）3月に伝道師を辞めると、同月福山市立実科高等女学校教師に就任。しかし、翌年には教員生活を辞めて上京し、1943年（昭和18年）8月には内務省内に設置された都市研究会の本部事務局に務める。同会は、1917年（大正6年）10月に発足した組織で、初代会長は内務大臣の後藤新平であり、以降、歴代会長は同大臣が務めた。
1944年（昭和19年）年6月6日、文部省教学局宗教課の嘱託となり、同年11月21日には文部属に昇任。ここで広安は、宗教団体法に基づき認可されたキリスト教系の団体と結社の調査を担当する。
1945年（昭和20年）8月に日本が敗戦となると、GHQから強力な指導により、行政と宗教界をめぐる政教関係が大きく変わる。その後、広安は職制変更により、文部属から文部事務官となった。占領下では、文部省の宗教課は宗務課に名称を変えるが、広安は調査業務に引き続き従事する。その傍ら、広安は精力的に著作活動も行い、新生日本の宗教界の復興の支援活動を進めた。
1948年には、文部省宗教研究会がGHQ/SCAP の民間情報教育局（CIE）宗教文化課が作成した『日本の宗教』を翻訳刊行したが、この時の翻訳責任者は広安が務めた。また、同年には、文部省宗務課長の福田繁の薦めから、米国教育会議が編集した『学校教育と宗教』を翻訳して基督教教育同盟会から刊行する。
1952年には、文部省宗務課の同僚らと『宗教辞典』を編纂するが、監修者として神道学の河野省三、宗教学の椎尾弁匡とともに、恩師であるキリスト教学の菅円吉が名前を連ねた。同年、米子での伝道師時代から手掛けていたバルトのドイツ語原本からの著作である『死人の甦り』を翻訳して英訳書と対照して刊行するが、作業にはオーストリア人のカトリック神父のメスネル（Joseph Messner）との会派を超えた友情と協力があったされる。発行者は恩師の菅円吉であり、この頃に広安は母校の立教大学で講義を持っていたという。

## 主な著作
- 『学校教育と宗教』米国教育会議編 広安孝夫訳 国民教育普及会 1948年
- 『宗教辞典』共編 1952年
- 『死人の甦り』カール・バルト著 広安孝夫訳 1952年
- 『嵐の中の教会―反神思想史小論』1957年